# Dicranomyia (Dicranomyia) wilfredi
Dicranomyia (Dicranomyia) wilfredi is een tweevleugelige uit de familie steltmuggen (Limoniidae). De soort komt voor in het Australaziatisch gebied.